# Robert Huber
Robert Huber (München, 20 februari 1937) is een Duits biochemicus en Nobelprijswinnaar.

## Biografie
Robert Huber is de zoon van Sebastian Huber, die als bankier werkte in München. Hij studeerde aan het Humanistische Karls-Gymnasium van 1947 tot 1956. Daarna studeerde hij chemie aan de Technische Universiteit München, alwaar hij in 1960 zijn diploma haalde. Hij bleef na het behalen van zijn diploma op de universiteit, en deed hier middels kristallografie onderzoek naar de structuur van organische verbinding.
In 1971 werd hij een directeur aan het Max Planck Instituut voor Biochemie. Hier ontwikkelde zijn team methodes voor de kristallografie van proteïnes.
In 1988 kreeg Huber samen met Johann Deisenhofer en Hartmut Michel de Nobelprijs voor de Scheikunde. Het trio kreeg deze prijs voor hun werk bij het bepalen van de driedimensionale structuur van een fotosynthetisch reactiecentrum. Ze hadden met röntgenkristallografie de structuur van een proteïnecomplex vastgesteld dat bij blauwalgen van belang is voor fotosynthese.
Huber is getrouwd en heeft vier kinderen. Hij was in 2007 bezoekend hoogleraar aan de Cardiff-universiteit.

## Publicatie
Huber was een van de originele redacteuren van de Encyclopedia of Analytical Chemistry.